# Ян Ваутерс
Ян Вутерс (на нидерландски: Jan Wouters) е нидерландски футболист, роден на 19 юли 1960. Играе е като дефанзивен полузащитник и е избран за „Футболист на годината“ в Нидерландия през 1990.
Ваутерс е играл за ПСВ Айндховен, ФК Утрехт, Байерн Мюнхен, и за Аякс Амстердам. Бил е и холандски национал със 70 изиграни мача и с 4 вкарани гола и е много влиятелен през 1988 когато Нидерландия печели „Европейския футболен шампионат“.

Той е треньор на шотландския Рейнджърс след Дик Адвокаат и след Алекс Маклийш. Напуска Рейнджърс в края на сезон 2005 – 2006 заедно с Алекс Маклийш и Анди Уотсън.